# LGC (motorfietsmerk)
LGC is een historisch merk van motorfietsen.
LGC: Leonard Gundle Motor Co., Birmingham (1926-1933).
Bekende Engelse leverancier van transportdriewielers, die motorfietsen met 246 cc Villiers-motor en 293- of 346 cc JAP-motor maakte.